# カムイの杜公園
カムイの杜公園（カムイのもりこうえん）は、北海道旭川市にある公園。

## 概要
1991年度（平成3年度）、建設省（当時）の「平成記念子供のもり公園整備事業」において建設大臣指定を受けた日本全国15公園の1つ。未来を担うこども達が緑豊かな環境の中で健やかに成長することを願い作られた。公園は、地域の小学生による「カムイの杜公園こども会議」（1992年）で出された意見を参考にしており、屋内施設に対する要望が多く出されて現在のわくわくエッグ（屋内遊戯広場）が作られた。

## 施設
あそびの広場ゾーン
- 森のふしぎ館（体験学習館）
- わくわくエッグ（屋内遊戯広場）
- 多目的運動広場
- テニスコート（ナイター施設あり）
- わんぱく広場

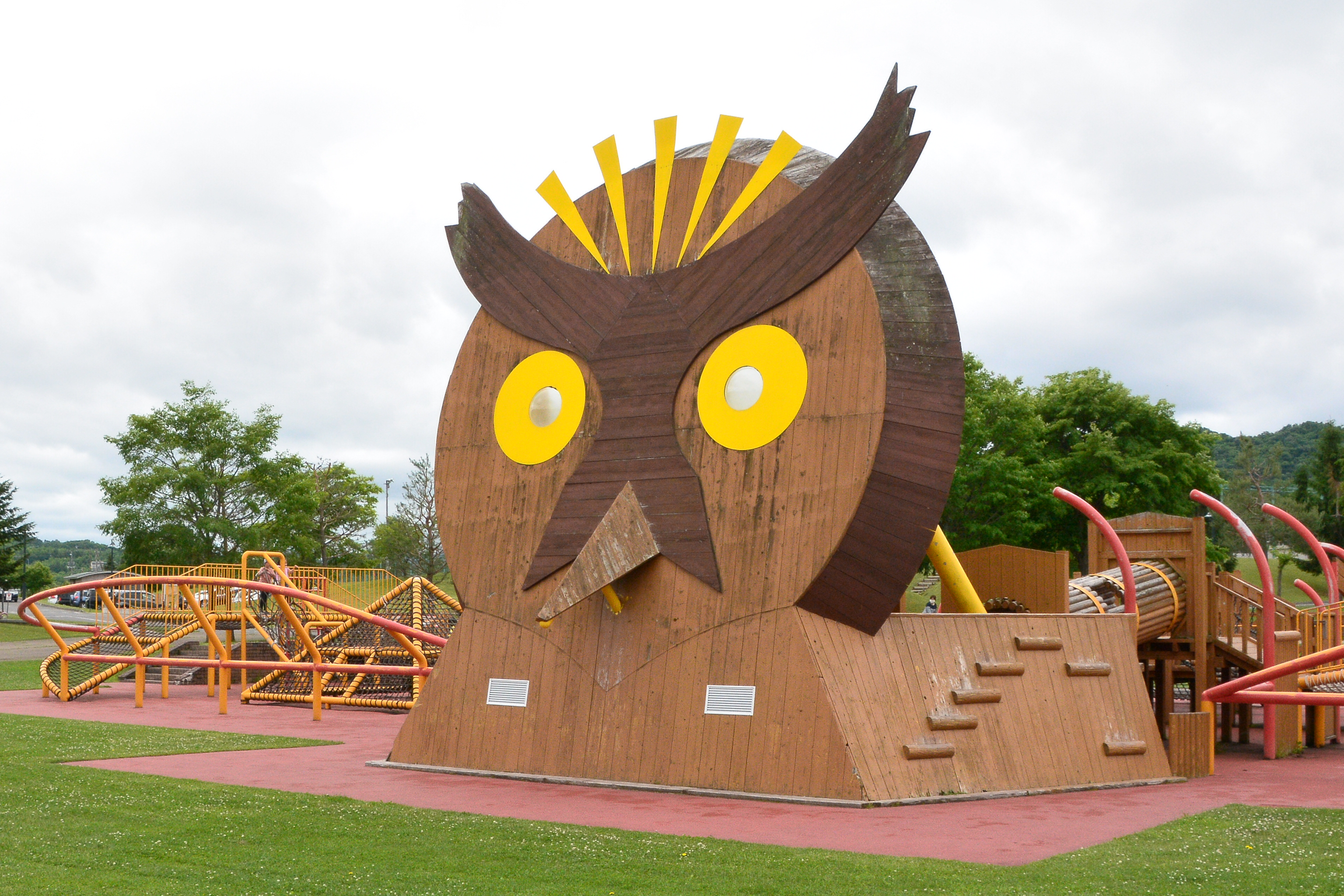
わんぱく広場（2020年6月）

ふれあいの水辺ゾーン
- 多目的芝生広場
- 水辺の広場
- 調整池
- 工作小屋
- キャンプ場

まなびの丘ゾーン
- ブイの沢
- 野原
- 冒険の森
- 自然探索の森
- 育樹の森
- 観察池

## 参考資料
- “カムイの杜公園” (PDF).   旭川市公園緑地協会 (2012年). 2015年9月9日閲覧。